# Gendün Gyaltsen (Ganden tripa)
Gendün Gyaltsen  (1532 - 1607) was een Tibetaans geestelijke.
Hij was de achtentwintigste Ganden tripa vanaf 1603 en daarmee de hoofdabt van het klooster Ganden en hoogste geestelijke van de gelugtraditie in het Tibetaans boeddhisme.
Gendün Gyaltsen werd geboren in Lumpa Shar in Lhasa in 1532. Hij werd op jonge leeftijd toegelaten tot de opleidingen van het Seraklooster, waar Jetsun Chökyi Gyaltsen (1469-1544) en Lobpon Sherab Sengge hem de geloften van novice-monnik afnamen. Daarna studeerde hij het traditionele curriculum van sutra en tantra aan de Sera Je opleiding.
Op de leeftijd van 19 kreeg hij de volledige monnikswijding van Sonam Gyatso (waarschijnlijk niet dezelfde als de 3e Dalai lama, die nog te jong was) en Ngari Lhatsun Sonam Pelsang. Hij vervolgde daarna zijn studie aan het Gyume-college en studeerde tantra bij Tashi Tsangpo.
In 1575 werd hij op 44-jarige leeftijd lama bij het Gyume college. In 1589 ging hij naar het Gandenklooster.
In 1603, hij was toen 72 jaar, werd Gendun Gyaltsen troonhouder of abt van Ganden, wat duurde tot 1607. Regelmatig leidde hij het jaarlijkse Monlam-gebedsfestival in Lhasa. Volgens enkele bronnen was Trichen Gendun Gyaltsen de persoonlijke lama van de vierde Pänchen lama, Lobsang Chökyi Gyaltsen (1567-1662).
In 1607 legde hij op 76-jarige leeftijd zijn ambt neer, later datzelfde jaar overleed hij.
Zijn opvolger, Shenyen Dragpa, trad aan in 1607.